# Chaksam-pa
Chaksam-pa (ook wel gespeld als; Chaksampa) is een Amerikaans-Tibetaanse muziekgroep uit San Francisco. De groep met de subtitel Tibetan Dance and Opera Company werd opgericht in 1989 en is gericht op Tibetaanse muziek en ache lhamo (opera).
Chaksam-pa is Tibetaans voor bruggenbouwer en verwijst naar Thangtong Gyalpo, een Tibetaanse bruggenbouwer uit de 14e eeuw die de ache lhamo-operastijl introduceerde om met de optredens de bouw van bruggen te financieren. Naast het muzikale element richt de groep zich op het in stand houden en uitdragen van de Tibetaanse cultuur. Er is een sterke nadruk op de situatie in Tibet tijdens de optredens.
De groep treed vaak op met drie instrumentalisten en vier zangeressen. Maar de precieze samenstelling kan verschillen en variëren per optreden. Chaksam-pa treedt voornamelijk op in Noord-Amerika en ze stonden onder meer in het Lincoln Center (1995) en Carnegie Hall (1999). De groep maakte als enige muziekgroep deel uit van alle vijf Tibetan Freedom Concerten die tussen 1996 en 2001 werden gehouden. Tijdens de simultane concerten in 1999 traden ze op in East Troy, Wisconsin. Samen met het Tibetaans Instituut voor Podiumkunsten verzorgden ze de muziek voor de documentaire The Reincarnation of Khensur Rinpoche uit 1991.
Als non-profitgroep zet de groep zich ook in voor festivals, evenementen en andere zaken die de Tibetaanse cultuur in leven willen houden en laten zien. Hun muziek werd ook op CD uitgebracht, Best Of Chaksampa, Tibetan Songs And Music.